# Alsophila tangens
Alsophila tangens là một loài bướm đêm trong họ Geometridae.